# 路南鳞毛蕨
路南鳞毛蕨（学名：Dryopteris lunanensis）为鳞毛蕨科鳞毛蕨属下的一个种。